# Marios Pasialīs
Marios Pasialīs (in greco: Μάριος Πασιαλής; 30 ottobre 1970) è un ex calciatore cipriota, di ruolo difensore.

## Carriera
Ha giocato 5 partite per la nazionale cipriota tra il 1994 e il 1999.